# Grand Condé (kaas)
De Grand Condé is een Franse kaas, afkomstig uit de Champagne-Ardenne.
De kaas is er een van het type Maroilles.